# Балдуин II (Фландрия)
Балдуин II Плешиви (на нидерландски: Boudewijn II de Kale) е граф на васалната на Западнофранкското кралство Фландрия от 879 до 918 година. Син на основателя на графството Балдуин I Желязната ръка, по майчина линия той е внук на каролингския император Карл Плешиви, откъдето идва и прозвището му. Управлението на Балдуин II съвпада с едни от най-тежките нападения на норманите в региона, но той успява да укрепи властта си и дори да разшири влиянието си в съседните територии на югозапад.

## Произход
Балдуин Плешиви е роден около 865 година. Той е син на първия наследствен граф на Фландрия Балдуин Желязната ръка и каролингската принцеса Юдит, бивша кралица на Уесекс, дъщеря на император Карл Плешиви.

## Управление
Балдуин наследява баща си в ранна възраст, през 879 година.

### Войни с норманите
През първите години от управлението му неговите владения са подложени на безпрецедентни опустошения от норманите. През 880 година те разрушават Теруан и опустошават околностите му, изгаряйки абатствата. След като презимуват в Гент, на следващата пролет те разграбват Турне, а година по-късно – Камбре и Арас. През 883 година опустошават Булон, Ситию, Сен Рикие, Вьорне и отново Теруан, като самият Балдуин едва се спасява, укривайки се в блатата край Ситию. Норманите се връщат в Гент и след поход към Рейн опожаряват отново Арас и се укрепват в Конде (885), а след това в Кортрейк (886). Едва през 891 година кралят на източните франки Арнулф Каринтийски успява да нанесе поражение на норманите в битка край днешния град Льовен, което временно облекчава техния натиск.
Опитвайки се да ограничи опустошенията на норманите, Балдуин II изгражда множество укрепления, начело на които поставя кастелани – в Ипер, Кортрейк, Берг, Гент, Брюге, Ситию. Строителството на тези крепости е най-същественият процес за времето на управление на Балдуин Плешиви и бележи началото на феодалната епоха в региона. Въпреки тези усилия трайно решение на проблема с норманите е постигнато едва през 911 година, когато нормандският водач Ролон получава от краля Херцогство Нормандия.
През 884 година Балдуин се жени за Елфтрит, дъщеря на краля на Уесекс Алфред Велики, който също води упорита борба с норманите.

### Конфликт с Вермандоа
През 888 година за крал на западните франки е избран графът на Париж Одо, който не е член на династията на Каролингите, вместо наследника Карл Прости, който е малолетен и не би могъл да оглави ефективно съпротивата срещу норманите. Балдуин първоначално подкрепя избора на Одо, но скоро влиза в конфликт с него за владението на абатството „Свети Бертан“ в Ситию. Войските на Одо го преследват до Брюге, но не успяват да превземат града. Тогава Балдуин отива във Вормс при Арнулф Каринтийски, предлагайки му подкрепата си, за да бъде избран и за крал на западните франки, но той отказва. След смъртта на абата на „Свети Бертан“ през 892 година Балдуин все пак завзема абатството, за което е осъден от църковен синод в Соасон на следващата година.
След отказа на Арнулф, Балдуин застава на страната на Карл Прости и се сближава с краля на Лотарингия Звентиболд. Лавирайки между Карл и Звентиболд той заздравява позициите си и през 896 година успява да присъедини към владенията си Бононийския и Теруанския гау и Терноа. По това време той влиза в конфликт със своя съсед, графа на Вермандоа Ербер I, подкрепящ Одо.
Първоначално Родулф, по-малкият брат на Балдуин, който е граф на Камбре, навлиза във Вермандоа и превзема Перон и Сен Кантен, но Ербер скоро си ги връща, а Рудолф е убит от засада на 17 юни 896 година. Балдуин организира опит за убийството на Ербер, но той преминава на страната на Карл Прости и двамата временно се помиряват, като дори сгодяват дъщерята на Ербер и сина на Балдуин.
Скоро конфликтът между Фландрия и Вермандоа е подновен, като Балдуин преминава на страната на Одо. Той превзема отново Перон, но Ербер скоро си го връща и завзема Ситию, както и замъка и абатството „Свети Васт“ край Арас. Недоволството на Балдуин се засилва още повече, след като кралят дава абатството като бенефиция на архиепископа на Реймс Фулк, който малко по-късно го заменя за абатството „Свети Медар“ край Соасон.

### Последни години
Около 898 година Балдуин се възползва от смъртта на абата на „Свети Бертан“, където е погребан баща му, за да поиска светската власт над това абатство, но монасите избират за абат архиепископ Фулк. Изборът им е потвърден от поелия властта в Западнофранкското кралство Карл Прости. Като компенсация Балдуин завзема със сила замъка и абатството „Свети Васт“. Със своите претенции към тези абатства Балдуин си създава лоша репутация сред духовенството, което го обвинява в алчност и жестокост.
Продължавайки съперничеството си с Фулк, Балдуин организира убийството на архиепископа, което е извършено от Винемар, кастелан на Лие, на 17 юни 900 година. Новият реймски архиепископ Ерве отлъчва Балдуин от Църквата, но Карл Прости е принуден да прости на своя могъщ васал.
Балдуин II Плешиви умира през 918 година, вероятно на 10 септември. Първоначално е погребан като своя баща в абатството „Свети Бертан“, но през 929 година тялото му е пренесено в абатството „Свети Петър“ в Гент.
Големият син на Балдуин Арнулф наследява графство Фландрия, а малкият Адалолф става негов васал като граф на Булонското графство, включващо Бононийския гау южната част на Теруанския гау около Сен Пол, докато северната му част със Ситию и Теруан е присъединена към Фландрия като две кастеланства.

## Деца
Балдуин и Елфтрит имат четири деца:
- Арнулф I Велики (ок. 890 – 964), граф на Фландрия
- Адалолф (ок. 890 – 933), граф на Булон
- Еалсвид
- Ерментруде

Хилдебранд, син на една от двете им дъщери, по-късно е абат на „Свети Бертан“ и „Свети Васт“.